# Haft Cheshmeh
Haft Cheshmeh (farsi: هفتچشمه) è una città dello shahrestān di Ilam, circoscrizione di Centrale, nella provincia di Ilam. Aveva, nel 2006, una popolazione di 3.497 abitanti.